# Myzosiphon staphylae
Myzosiphon staphylae är en insektsart som först beskrevs av Koch 1854.  Myzosiphon staphylae ingår i släktet Myzosiphon, och familjen långrörsbladlöss. Arten är reproducerande i Sverige.